# 諾克斯縣 (俄亥俄州)

諾克斯縣（英語：Knox County）是美國俄亥俄州中部的一個縣。面積1,371平方公里。根據美國2000年人口普查，共有人口54,500人。縣治弗農山。
成立於1808年，縣名是紀念美國首任戰爭部長亨利·諾克斯 (Henry Knox)。